# Cryptogynolejeunea
Cryptogynolejeunea là một chi rêu trong họ Lejeuneaceae.